# Macbeth (2015)
Macbeth is een Britse film uit 2015, geregisseerd door Justin Kurzel en gebaseerd op het gelijknamig toneelstuk van William Shakespeare. De film ging in première op 23 mei op het Filmfestival van Cannes.

## Verhaal
Schotland, elfde eeuw, de ambitieuze Schotse generaal Macbeth (Michael Fassbender) krijgt van drie heksen de voorspelling te horen dat hij op een dag koning van Schotland zal worden. Aangezet door zijn vrouw (Marion Cotillard) doodt Macbeth koning Duncan en neemt bezit van de troon. Hij wordt een tirannieke heerser, overmand door angst en schuldgevoel en is verplicht om zelfs nog meer te doden om zichzelf te beschermen tegen ontmaskering. Het bloedbad leidt Macbeth en zijn meedogenloze vrouw naar krankzinnigheid en dood.

## Rolverdeling
| Acteur             | Personage    |
| ------------------ | ------------ |
| Michael Fassbender | Macbeth      |
| Marion Cotillard   | Lady Macbeth |
| David Thewlis      | Duncan       |
| Elizabeth Debicki  | Lady Macduff |
| Sean Harris        | MacDuff      |
| Paddy Considine    | Banquo       |

## Productie
Het filmen begon op 16 februari in Schotland en nam zeven weken in beslag. Er werd gefilmd in Schotland en Engeland, onder meer in Bamburgh Castle, Hankley Common (Elstead) en de kathedraal van Ely.